# (73173) 2002 HV2
(73173) 2002 HV2 – planetoida z pasa głównego asteroid okrążająca Słońce w ciągu 3,64 lat w średniej odległości 2,36 j.a. Odkryta 16 kwietnia 2002 roku.